# Ulrike Bruns

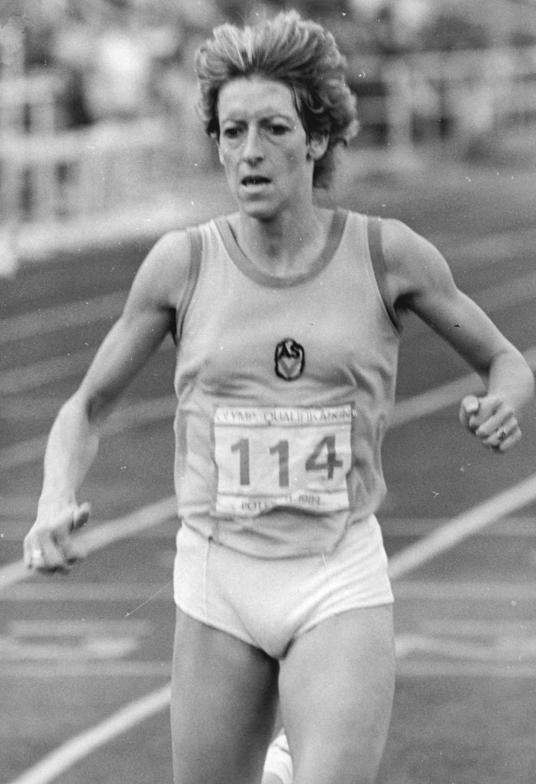
Ulrike Bruns (1984)

Ulrike Bruns, geb. Klapezynski (* 17. November 1953 in Cottbus, DDR) ist eine ehemalige deutsche Leichtathletin. Sie gewann unter ihrem Geburtsnamen bei den Olympischen Spielen 1976 in Montreal für die DDR die Bronzemedaille im 1500-Meter-Lauf.

## Karriere

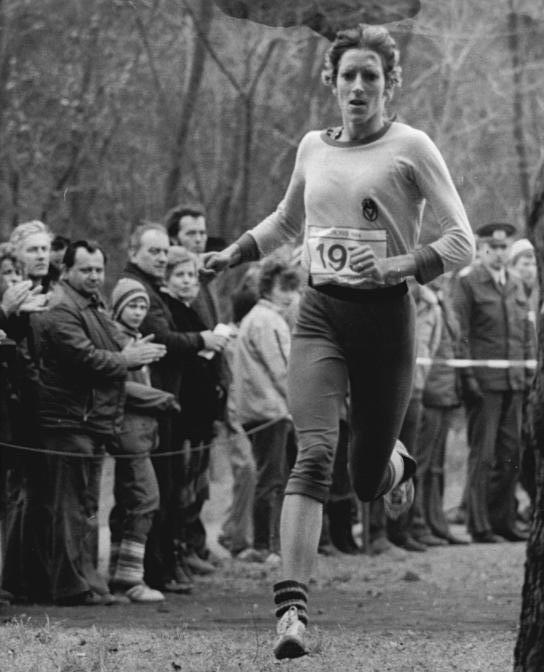
25. März 84 Leipzig: DDR-Crossmeisterschaften Leichtathletik – Im 2-km-Lauf der Frauen in Bad Düben siegte die Potsdamer ASK-Sportlerin Ulrike Bruns in 6:47,8 min.

Bruns gelang der internationale Durchbruch 1974 bei den Europameisterschaften in Rom, als sie mit 4:10,54 min im 1500-Meter-Lauf den 6. Platz belegte. Sie wurde mehrfach DDR-Meisterin in allen Distanzen zwischen 800 und 10.000 Meter auf der Bahn, in der Halle und im Crosslauf. Nach zahlreichen nationalen und internationalen Erfolgen musste sie ihre Karriere aufgrund eines Knorpelabsplitterung im Knie beenden. Sie startete für den SC Cottbus (Trainer: Jürgen Bruns) und später für den ASK Vorwärts Potsdam (Trainer: Bernd Dießner). Sie hatte bei einer Größe von 1,70 m ein Wettkampfgewicht von 58 kg.
1984 und 1986 wurde sie mit dem Vaterländischen Verdienstorden in Silber ausgezeichnet.

## Weitere Erfolge
- 1974: Sechste im 1500-m-Lauf bei den Europameisterschaften in Rom
- 1975: Weltrekord im 1000-m-Lauf in 2:32,0 min (18. August 1975 in West-Berlin)
- 1976: Erste Deutsche unter 4 Minuten im 1500-m-Lauf (3:59,9 min, 14. Juli 1979 in Potsdam)
- 1976: Weltrekord mit der 4 × 800-m-Staffel in 7:54,2 min (6. August 1976 in Karl-Marx-Stadt)
- 1976: Bronzemedaille im 1500-m-Lauf bei den Olympischen Spielen 1976 in Montreal
- 1978: Halleneuropameisterin im 800-m-Lauf
- 1978: Hallenweltrekord im 800-m-Lauf in 2:00,6 min (26. Februar 1978 in Senftenberg)
- 1978: Fünfte im 800-m-Lauf und 1500-m-Lauf bei den Europameisterschaften in Prag
- 1980: Olympiafünfte im 1500-m-Lauf in Moskau
- 1981: Dritte im 1500-m-Lauf beim Weltcup in Rom
- 1982: Fünfte im 1500-m-Lauf bei den Europameisterschaften in Athen
- 1985: DDR-Rekord über 1 Meile in 4:21,59 min[4]
- 1986: Dritte im 10.000-m-Lauf bei den Europameisterschaften in Stuttgart
- 1987: Dritte im 3000-m-Lauf bei den Weltmeisterschaften in Rom
- 1987: Erste im 3000-m-Lauf beim Europacup in Prag[1][5]

## Rekorde und Bestzeiten
| Distanz              | Zeit         |
| -------------------- | ------------ |
| 800 m                | 1:57,07 min  |
| 1000 m               | 2:31,95 min  |
| 1500 m               | 3:59,90 min  |
| 1 Meile (1609,344 m) | 4:21,59 min  |
| 3000 m               | 8:36,04 min  |
| 10.000 m             | 31:19,61 min |

Auf der ewigen deutschen Bestenliste belegt Ulrike Bruns noch immer die dritten Plätze über 3000 und 10.000 Meter. Ihre 1985 in Zürich gelaufene Bestzeit über die Meile wurde bislang nur von Konstanze Klosterhalfen in der Halle unterboten.

## Weitere Lebensdaten
1979 heiratete sie ihren Trainer Jürgen Bruns (1942–2018) und wurde Mutter einer Tochter und eines Sohnes. Nach ihrer aktiven Sportlerlaufbahn 1988 wurde sie Medizinisch-technische Assistentin und war Leutnant der NVA. Nach dem Ende der DDR eröffnete sie mit ihrem Mann 1990 ein Sportgeschäft in Potsdam.
1991 gründete Bruns eine Frauenlaufgruppe in Potsdam, die seit 1997 zum Potsdamer Laufclub gehört.